# 막근
막근(莫勤, ?~148년 4월)은 고구려의 왕자이다.

## 생애
고구려 제6대 왕 태조대왕의 맏아들인 그는 숙부인 차대왕이 보낸 자객에게 살해되었으며, 그의 동생 막덕도 이후 자살했다.
이에 《삼국사기》의 저자 김부식의 “태조왕은 의를 알지 못하고 왕위를 어질지 못한 그 아우에게 가볍게 넘겨 주었으므로, 그 화가 한 충신과 두 애자(愛子)에게 미쳤으니 어찌 탄식하지 않으랴.”라고 평가했다.